# 華族 (古代族群)
華族，是一些现代學者（如章太炎、夏曾佑、林惠祥與蘇秉琦等人）提出的假說，認為上古有一族群或文化共同体自稱「華」，為華夏族的先驅。「华」起初可能象征美好之意，再加之華族自認居住於世界中央，后来发展为中華的自称，因此现代中国人及具有汉族文化背景的人群常自稱為華人。

## 概論
在春秋戰國時期，居住在中原地區的周人族群，自稱為華，稱其他外族為夷人，而有華夷之辨。
清代學者夏曾佑認為華族為古代族群的自稱，這個族群後與夏人結合，成為華夏族。章太炎認為，聚居在華山的部落，以地名形成華族。在夏水（今漢水）聚居的民族，形成夏族。兩民族同在黃河流域西北地區，在相互融合後，形成華夏族。法國學者拉克伯里提出「漢民族西來說」，主張黃帝部落由兩河流域，越過崑崙山，進入中國。因崑崙山意為「花土」，所以黃帝部落自稱為「華」。
原中央研究院史語所研究員、人類學者林惠祥認為，華族名稱來自以花作為圖騰的民族。根據廟底溝遺址，考古學者蘇秉琦認為，起源自華山的華族，以花為圖騰，創造了仰韶文化。因此仰韶文化出土的彩陶中多有玫瑰花圖騰，這可能是華族得名的由來。
中華人民共和國學者刘起釪考證認為，華族即夏族，也就是華夏族，最早起源自山西省南部。

## 其他用法
梁啟超提出中華民族的說法，常簡稱中華民族為華族。